# Kralice nad Oslavou (stacja kolejowa)
Kralice nad Oslavou – stacja kolejowa w miejscowości Kralice nad Oslavou, w kraju Wysoczyna, w Czechach Znajduje się na wysokości 405 m n.p.m.
Na stacji nie ma kas biletowych, obsługa podróżnych odbywa się w pociągu.

## Linie kolejowe
- 240 Brno - Jihlava